# 加藤翔平
加藤 翔平（かとう しょうへい、1991年3月28日 - ）は、埼玉県加須市出身の新聞記者、元プロ野球選手（外野手）。右投両打。

## 経歴

### プロ入り前
加須市立三俣小学校2年時に野球を始める。陸上競技やサッカーなども同時にやっていたが、父からの「陸上より野球の方が面白い」という言葉で野球に専念することになった。小学校時代は「三俣タイガース」に、加須市立昭和中学校時代は「加須シニア」に所属。その後、野球と勉強をしっかりとやって公立高校で私立に勝ちたいという思いから、春日部東高校へ進学した。
1年夏の県大会後、当時のコーチからの薦めで左打ちにも挑戦。コーチからの指導と人一倍の練習量と練習時間で、約1か月後の練習試合では早くも安打を打つなど、左打ちを自分のものにした。俊足という武器をより活かせる両打ちとなることでプレーの幅は大きく広がり、本人も「これが自分の野球人生で大きな節目」になったと語っている。2年夏は、先発メンバーのうち5人が1・2年生というチームで3番を打ち、25打数13安打の大活躍をみせたものの、県大会ベスト8で敗退した。主将を務めた3年の夏は県大会3回戦で敗退し、甲子園出場はなかった。
高校卒業後は上武大学ビジネス情報学部へ進学し、硬式野球部に入部した。1年の春からレギュラーとして活躍。11月の第40回記念明治神宮野球大会では関東五連盟第一代表として出場。初戦の関西国際大戦では、「1番・中堅手」として先発出場し、第一打席で本塁打を放っている。この時、プロ入り後にチームメイトとなる益田直也、松永昂大と対戦している。準決勝では明治大学に5-4と逆転勝ちしたものの、決勝で小石博孝擁する立正大学に0-2で敗れ、準優勝となった。
関甲新学生野球リーグで3年の春季から3季連続で外野手ベストナインを、4年の春リーグ戦では最多盗塁賞（11盗塁）を、秋リーグでは打点王を獲得。4年時は主将を務めた。リーグ通算成績は、4年間で通算出場90試合、107安打、7本塁打、51打点、打率.322。
また3年時の2012年3月には東日本大震災復興支援ベースボールマッチに大学選抜メンバーとして出場した。
2012年10月25日に行われたドラフト会議では、千葉ロッテマリーンズから4位指名を受け、11月27日に群馬県伊勢崎市の上武大学伊勢崎キャンパスにて仮契約を結び、「アピールポイントの足を活かして、まずは一軍に上がりたいです」と抱負を述べた。契約金は4000万円、年俸は1000万円（金額は推定）で、背番号は65。

### ロッテ時代

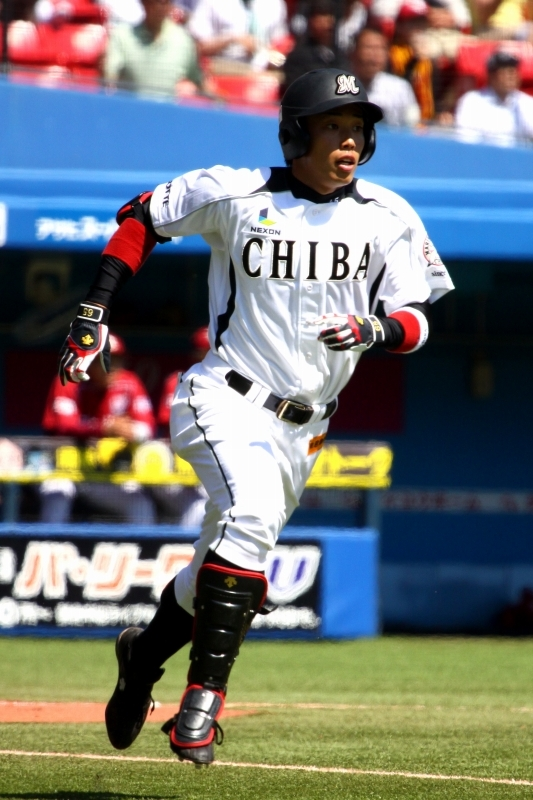
ロッテ時代のプロ入り初打席で本塁打を放つ加藤
（2013年5月12日 QVCマリンフィールドにて）

2013年は、開幕は二軍で迎えるも、イースタン・リーグで打率.303、4本塁打を記録したことから、太ももを負傷した角中勝也の穴埋めとして5月12日に初の昇格を果たすと、同日の対東北楽天ゴールデンイーグルス戦（QVCマリンフィールド）で「7番・右翼手」としてプロ初の先発出場。3回裏のプロ初打席で永井怜の初球を振りぬくと、右翼席へ飛び込む先制ソロ本塁打となった。初打席本塁打は同年3月29日のロペス（巨人）以来、史上54人目。初球に限れば2001年5月1日のショーゴー（中日ドラゴンズ）以来、史上7人目。さらに、新人に限れば1950年5月10日の塩瀬盛道（東急フライヤーズ）以来、史上2人目。塩瀬は投手だったため、史上初の新人野手によるプロ初打席初球初本塁打となった。この試合では猛打賞も達成しているが、デビュー戦で初打席本塁打を含む猛打賞を記録したのは駒田徳広、稲葉篤紀以来、史上3人目であった。フレッシュオールスターゲームでは6回二死二塁の場面で本塁打を打つなど、3安打2打点の成績でMVPを獲得。クライマックスシリーズの西武とのファーストステージ第1戦（西武ドーム）ではCS初打席となった8回に3点本塁打を放った。シーズン公式戦とポストシーズンの両方で初打席初本塁打は日本プロ野球史上初。イ・リーグでは、打率.335（同リーグ2位）、8本塁打、38打点の成績を残した。また、リーグトップの26盗塁を記録し、イ・リーグ最多盗塁を獲得した。
2014年は、2年連続で開幕一軍を逃したものの、4月1日にシーズン初の一軍登録。打撃不振で同13日に登録を抹消されたが、二軍での調整中にフルスイング重視の打撃フォームへ戻したところ、5月13日に再登録を果たした。セ・パ交流戦の開幕カードに当たる5月20日の対東京ヤクルトスワローズ1回戦（QVCマリンフィールド）では、6回裏に代打で右打席から二塁打を打つと、そのまま中堅手として出場。6-6のスコアで迎えた延長10回裏二死一・二塁の打席で、左投手の久古健太郎から、自身初のサヨナラ本塁打となる3点本塁打を右打席で打った。NPBの一軍公式戦において初打席で本塁打、および2号本塁打がサヨナラ本塁打となった日本人選手は加藤が初めて。外国人選手を含めても、チームのOBであるフランク・ボーリックが1999年に記録して以来、2人目の快挙であった。さらに、翌21日の同カード2回戦で「7番・中堅手」としてスタメンに起用されると、第1打席で左投手の石川雅規から右打席で3点本塁打。2試合をまたぐ格好で、自身初の2打席連続3点本塁打を記録した。チームも、この本塁打をきっかけに、前日と同じスコア（9-6）で勝利。そのため、加藤は試合後に、2試合続けてヒーローインタビューを受けた。さらに、同29日の対広島戦では、5回表に前田健太からプロ初適時打を放った。最終的に、98試合の出場で打率.253、3本塁打、18打点を記録した。
2015年は、イースタン・リーグ最多の122安打、細谷圭に次ぐ2位の49打点、打率は青松敬鎔、細谷に次ぐ3位の.288を記録したが、一軍では21試合の出場にとどまった。
2016年は、開幕を二軍で迎えたが、4月29日に一軍に昇格し、左内腹斜筋肉離れで離脱した荻野貴司に代わり、中堅手として出場。6月は21試合で打率.343と結果を残したが、7・8月は打率.177と急降下。8月19日に登録を抹消された。最終的に80試合に出場し、打率.245、0本塁打、12打点という成績を残した。
2017年は、初めて開幕を一軍で迎えたが、打撃の調子が上がらず、5月3日に出場選手登録を抹消された。しかし、6月18日に一軍に復帰すると、それ以降は打率.280、4本塁打、23打点、7盗塁という成績を残した。最終的に、自己最多タイの98試合に出場し、打率、本塁打、三塁打、盗塁等で自身の記録を更新した。オフに背番号を10に変更した。
2018年は、3月30日の楽天との開幕戦（ZOZOマリンスタジアム）に「9番・右翼手」として、初の開幕スタメンを勝ち取り飛躍を期待されたが、6試合で打率.188と結果を残せず4月7日には登録を抹消された。5月8日の一軍復帰後は同12日の西武戦（メットライフドーム）で4安打4打点の大活躍をしたが、好不調の波が激しく度々二軍落ちを経験。最終的に69試合に出場し、打率.231、0本塁打、9打点と、前年の成績を大きく下回る結果となった。
2019年も、3月29日の楽天との開幕戦（ZOZOマリンスタジアム）に「2番・右翼手」として先発出場。第1打席に岸孝之から1号右越え本塁打を打ち、開幕戦の勝利に貢献した。その後も4月6日の福岡ソフトバンクホークス戦（福岡ヤフオク!ドーム）では2打席連続本塁打を打つなど、8試合でキャリアハイの5本に迫る4本の本塁打を打ち、打撃でも好調な様子を見せていたが、4月11日のオリックス・バファローズ戦（ZOZOマリン）の第5打席から18打席連続で出塁できず、先発出場の機会が減り、代走や代打、守備で出場することが増えた。5・6月は18試合の出場で15打数無安打に終わり、6月17日に出場選手登録を抹消され、その後は一・二軍を行き来した。最終的に、ルーキーイヤーを除くとキャリア最低の打率.202に終わり、本塁打も開幕8試合で4本塁打を放って以降は0本に終わった。
2020年は、開幕を二軍で迎えた。二軍では結果を残していたが、荻野、マーティン、角中勝也、清田育宏、岡大海に加え、ソフトバンクからFA権を行使して移籍してきた福田秀平、育成から支配下登録された和田康士朗の台頭により、一軍の外野手の枠が空かず、昇格できずにいた。しかし、荻野、福田の離脱により8月29日に初昇格。同日のオリックス戦（京セラドーム大阪）で「7番・左翼手」として昇格即先発出場した。9月4日からの、首位を争っていたソフトバンクとの直接対決3連戦では、全てに「1番・中堅手」として先発出場し、3戦連続得点を挙げ3連勝に貢献するなど、19試合で打率.302、12得点を挙げる活躍を見せたが、腰の張りの影響で先発出場できない試合もあり、9月25日に荻野の復帰に合わせて出場選手登録を抹消された。10月6日には荻野、角中、清田らロッテの複数の主力選手が新型コロナウイルスに感染したことが判明し、彼らの代替選手として10月13日に再び一軍に復帰したが、荻野の復帰に合わせて10月19日に再び出場選手登録を抹消され、そのままレギュラーシーズンを終えた。最終的に出場試合数はキャリアで2番目に少ない22試合に留まったが、打席に入った21試合全てで出塁する活躍を見せ、打率もキャリア最高の.300を記録した。イースタン・リーグでは50試合に出場し、打率.345を記録して、初のイースタン・リーグ首位打者を受賞した。
2021年も開幕を二軍で迎えたが、34試合で打率.369、4本塁打と結果を残し、5月18日に一軍昇格。一軍では20試合に出場し、打率.220、1本塁打、2打点の成績を残していた。

### 中日時代
2021年6月15日に加藤匠馬とのトレードで中日ドラゴンズに移籍することが発表された。背番号は交換相手の加藤匠が着用していた52。同じ球団に加藤翼が所属いることと、トレード相手の加藤匠馬が2023年から中日に復帰したため、スコアボードおよび報道上の表記は「加藤翔」と表記される。リーグ最少の33本塁打・183得点と得点力不足に悩まされ、平田良介、マイク・ガーバーなどの外野手が低迷している中日の補強ポイントに合致した。加藤は「まずはバッティングでアピールしたい。」と中日での入団会見で話し、同会見に同席した監督の与田剛は「スイッチヒッターでパンチ力がある。トータルでレベルの高い選手だと思う」と話した。
移籍直後の試合となる6月18日の対ヤクルト戦（明治神宮野球場）では「8番・右翼手」で即先発起用され、3回表の移籍後初打席では石川雅規の投じた初球を引っ張り、左翼席へのソロ本塁打を打った。2球団での初打席の初球本塁打は史上初の出来事である。また、チーム移籍後初打席での本塁打は寺田陽介以来2人目である。
2022年は、守備固めなど途中出場を中心に66試合に出場し打率.222、1本塁打、5打点という成績だった。オフの11月20日に100万円増の年俸2300万円プラス出来高で契約更改した（金額は推定）。この年、国内FA権を取得していたが、行使せずに残留し2年契約を結んだ。
2023年は、シーズン開幕から一軍に帯同し、4月21日の阪神タイガース戦（バンテリンドームナゴヤ）では8回表の守備でフェンスに衝突しながら打球を捕球するファインプレーを見せ、監督の立浪和義に「今年一番のプレーになるかもしれない」と言わしめた。最終的に守備固めや代打などで59試合に出場、打率.225、4打点の成績を残し、オフの11月30日に現状維持の年俸で契約更改した。
2024年、9月17日までに一軍昇格はなく、「開幕前からシーズン中に一軍に昇格できなければ引退しようと決めていた」として9月18日に同年限りで現役引退することを発表した。

### 現役引退後
現役引退後、2025年2月1日付で報知新聞社へ入社。スポーツ記者になるのも学生時代の夢のうちの1つだったと語る。

## 選手としての特徴
“走攻守”3拍子揃った外野手。ストライドの大きい走塁で50メートル走5.68秒の俊足、遠投120メートルの強肩を備えるなど、身長183cm・体重84kgの恵まれた体格から驚きの俊敏性を見せ、高い身体能力とバランスの良さは天性のものと評されている。
打席での勝負強さがあり、スイッチヒッターとして左右どちらの打席からも強い打球が打てる。2016年は右打席のみでいこうとしていたが、館山昌平の言葉でスイッチヒッターを継続した。

## 人物
愛称は「翔平」、「ホース」。
座右の銘は「おかげさんで」。
東京ディズニーランドが大好き。好きなキャラクターはドナルド。
父親はやり投げで国体9位、母親も陸上短距離で国体出場経験を持つ両親ゆずりの高い身体能力の持ち主。中でも自慢の俊足は、小学校の通学中、片道2キロの道のりを電柱間で全力疾走するというインターバル走で脚力が鍛えられた。
憧れの選手は新庄剛志。小学校時代、所属していた野球チームの名前が「三俣タイガース」だったこともあり、当時阪神タイガースで活躍していた新庄に憧れるようになり、新庄のトレードカラーだった赤色を自身のリストバンドやグローブ、肘当てなどの道具類にも取り入れている。
父親曰く「野球に関して弱音を吐くことが殆どなかった」という真面目な努力家。
さいたま市内の選手寮に入寮の際、野球に集中するためという気持ちから、大学の部屋にあった200冊以上の漫画本をすべて置いてきたという。
2016年7月15日に3月に結婚していたことを発表した。
中日に移籍して2年目となる2022年シーズンは、トレード相手である加藤匠馬の応援歌が、歌詞を変更した上で流用されていた。
2022年9月30日の横浜DeNA戦（横浜スタジアム）で3点リードの9回表に追加点となる右前2点適時打を放ったが、これにより同年最多セーブのタイトル争いをしていたチームの抑えのライデル・マルティネスの登板機会を奪う形となり、試合後に広報を通じて「ライデルごめん…」と「謝罪コメント」を発表した。一方で「野球人として打たない選択はできなかった」と付け加えた。後日、タイトルが確定したマルティネスとのツーショットと祝福のコメントとをInstagramに投稿した。

## 詳細情報

### 年度別打撃成績
| 年 度      | 球 団      | 試 合 | 打 席 | 打 数 | 得 点 | 安 打 | 二 塁 打 | 三 塁 打 | 本 塁 打 | 塁 打 | 打 点 | 盗 塁 | 盗 塁 死 | 犠 打 | 犠 飛 | 四 球 | 敬 遠 | 死 球 | 三 振 | 併 殺 打 | 打 率 | 出 塁 率 | 長 打 率 | O P S |
| ---------- | ---------- | ----- | ----- | ----- | ----- | ----- | -------- | -------- | -------- | ----- | ----- | ----- | -------- | ----- | ----- | ----- | ----- | ----- | ----- | -------- | ----- | -------- | -------- | ----- |
| 2013       | ロッテ     | 23    | 28    | 26    | 2     | 4     | 0        | 0        | 1        | 7     | 1     | 0     | 1        | 2     | 0     | 0     | 0     | 0     | 8     | 0        | .154  | .154     | .269     | .423  |
| 2014       | ロッテ     | 98    | 342   | 320   | 43    | 81    | 16       | 2        | 3        | 110   | 18    | 5     | 5        | 10    | 0     | 8     | 0     | 4     | 71    | 2        | .253  | .280     | .344     | .624  |
| 2015       | ロッテ     | 21    | 63    | 57    | 3     | 13    | 1        | 0        | 0        | 14    | 2     | 2     | 0        | 3     | 0     | 3     | 0     | 0     | 11    | 0        | .228  | .267     | .246     | .512  |
| 2016       | ロッテ     | 80    | 246   | 216   | 29    | 53    | 8        | 3        | 0        | 67    | 12    | 6     | 1        | 16    | 0     | 13    | 0     | 1     | 46    | 1        | .245  | .291     | .310     | .601  |
| 2017       | ロッテ     | 98    | 292   | 271   | 24    | 72    | 12       | 5        | 5        | 109   | 27    | 7     | 4        | 12    | 2     | 6     | 0     | 1     | 44    | 2        | .266  | .282     | .402     | .684  |
| 2018       | ロッテ     | 69    | 132   | 121   | 12    | 28    | 6        | 2        | 0        | 38    | 9     | 7     | 0        | 4     | 1     | 5     | 0     | 1     | 25    | 3        | .231  | .266     | .314     | .580  |
| 2019       | ロッテ     | 60    | 120   | 109   | 12    | 22    | 3        | 1        | 4        | 39    | 9     | 4     | 2        | 2     | 0     | 7     | 0     | 2     | 32    | 2        | .202  | .263     | .358     | .621  |
| 2020       | ロッテ     | 22    | 79    | 70    | 13    | 21    | 5        | 1        | 0        | 28    | 3     | 3     | 2        | 0     | 0     | 8     | 0     | 1     | 15    | 0        | .300  | .380     | .400     | .780  |
| 2021       | ロッテ     | 20    | 44    | 41    | 3     | 9     | 2        | 1        | 1        | 16    | 2     | 0     | 1        | 2     | 0     | 1     | 0     | 0     | 8     | 0        | .220  | .238     | .390     | .628  |
| 2021       | 中日       | 55    | 128   | 110   | 13    | 23    | 2        | 0        | 1        | 28    | 2     | 8     | 1        | 7     | 0     | 11    | 0     | 0     | 19    | 2        | .209  | .281     | .255     | .536  |
| '21計      | 中日       | 75    | 172   | 151   | 16    | 32    | 4        | 1        | 2        | 44    | 4     | 8     | 2        | 9     | 0     | 12    | 0     | 0     | 27    | 2        | .212  | .270     | .291     | .561  |
| 2022       | 中日       | 66    | 31    | 27    | 13    | 6     | 2        | 0        | 1        | 11    | 5     | 3     | 0        | 2     | 0     | 2     | 0     | 0     | 5     | 0        | .222  | .276     | .407     | .683  |
| 2023       | 中日       | 59    | 45    | 40    | 6     | 9     | 0        | 0        | 0        | 9     | 4     | 2     | 2        | 2     | 0     | 2     | 0     | 1     | 8     | 0        | .225  | .279     | .225     | .504  |
| 通算：11年 | 通算：11年 | 671   | 1550  | 1408  | 173   | 341   | 57       | 15       | 16       | 476   | 94    | 47    | 19       | 62    | 3     | 66    | 0     | 11    | 292   | 12       | .242  | .281     | .338     | .619  |

### 年度別守備成績
| 年 度 | 球 団  | 外野  | 外野  | 外野  | 外野  | 外野  | 外野     |
| 年 度 | 球 団  | 試 合 | 刺 殺 | 補 殺 | 失 策 | 併 殺 | 守 備 率 |
| ----- | ------ | ----- | ----- | ----- | ----- | ----- | -------- |
| 2013  | ロッテ | 16    | 13    | 0     | 0     | 0     | 1.000    |
| 2014  | ロッテ | 94    | 181   | 2     | 2     | 0     | .989     |
| 2015  | ロッテ | 21    | 27    | 0     | 0     | 0     | 1.000    |
| 2016  | ロッテ | 77    | 128   | 2     | 1     | 1     | .992     |
| 2017  | ロッテ | 90    | 133   | 5     | 2     | 0     | .986     |
| 2018  | ロッテ | 61    | 57    | 2     | 0     | 0     | 1.000    |
| 2019  | ロッテ | 50    | 60    | 3     | 1     | 0     | .984     |
| 2020  | ロッテ | 21    | 34    | 1     | 1     | 1     | .972     |
| 2021  | ロッテ | 12    | 12    | 1     | 0     | 0     | 1.000    |
| 2021  | 中日   | 43    | 67    | 2     | 1     | 1     | .986     |
| '21計 | 中日   | 55    | 79    | 3     | 1     | 1     | .988     |
| 2022  | 中日   | 55    | 25    | 0     | 2     | 0     | .926     |
| 2023  | 中日   | 31    | 13    | 0     | 1     | 0     | .929     |
| 通算  | 通算   | 571   | 750   | 18    | 11    | 3     | .986     |

### 表彰
- 月間サヨナラ賞：1回（2014年5月）

### 記録
初記録
- 初出場・初先発出場：2013年5月12日、対東北楽天ゴールデンイーグルス8回戦（QVCマリンフィールド）、7番・右翼手で先発出場
- 初打席・初安打・初本塁打・初打点：同上、3回裏に永井怜から右越ソロ ※史上54人目の初打席初本塁打（初球での達成は史上7人目）
- 初盗塁：2014年5月15日、対福岡ソフトバンクホークス9回戦（QVCマリンフィールド）、4回裏に二盗（投手：岩嵜翔、捕手：細川亨）

その他の記録
- 新人が初打席初球初本塁打：2013年5月12日、対東北楽天ゴールデンイーグルス8回戦（QVCマリンフィールド）※史上2人目、野手に限ると史上初[11]
- デビュー戦で初打席本塁打を含む猛打賞：同上 ※史上3人目[11]
- プロ1号が初打席本塁打、2号がサヨナラ本塁打：2014年5月20日、対東京ヤクルトスワローズ1回戦（QVCマリンフィールド） ※史上2人目、日本人史上初[2]
- クライマックスシリーズ初打席初本塁打：2013年10月12日、対埼玉西武ライオンズ第1戦（西武ドーム） ※シーズン公式戦とプレーオフの両方で初打席初本塁打は史上初
- 所属2球団で初打席本塁打 ※史上2人目、共に初球は史上初
  - ロッテ時代：前述
  - 中日時代：2021年6月18日、対東京ヤクルトスワローズ9回戦（明治神宮野球場）、3回表に石川雅規から左越ソロ
- 同一シーズン2球団で本塁打：2021年 ※史上6人目

### 背番号
- 65（2013年 - 2017年）
- 10（2018年 - 2021年6月15日）
- 52（2021年6月16日 - 2024年）

### 登場曲
- 『陽の光』GReeeeN（2013年）
- 『BEST FRIEND』GReeeeN（2013年）
- 『RPG』SEKAI NO OWARI（2014年）
- 『いこう』いきものがかり（2016年）
- 『遥か』GReeeeN（2017年 - 不明） ※第2・4打席
- 『ちっぽけな勇気』FUNKY MONKEY BABYS
- 『笑顔のループ』AAA（2019年 - 2019年途中）
- 『ハルノヒ』あいみょん（2019年途中 - 2020年途中）
- 『VS』ポルノグラフィティ（2020年途中 - 2021年途中・ロッテ時代）
- 『ヒーロー』FUNKY MONKEY BABYS（2021年途中・中日移籍後 - ）